# Ленинский (Выгоничский район)
Ленинский — посёлок в Выгоничском районе Брянской области, в составе Орменского сельского поселения. Расположен в 6 км к северу от деревни Орменка. Население — 3 человека (2010).

## История
Возник в 1920-е годы, первоначальное название — посёлок (имени) Ленина; с 1930-х гг. до 2005 года входил в Орменский сельсовет.
| Годы      | 1926 | 1979 | 1989 | 2002 | 2010 |
| --------- | ---- | ---- | ---- | ---- | ---- |
| Население | 155  | 53   | 22   | 3    | 3    |